# Kavkaz (regija)
Ovaj članak se odnosi na geografsku regiju. Za ostala značenja vidite Kavkaz (razdvojba) i Kavkazija (razdvojba).
Kavkaz je geografski termin koji označava čitav kraj između Crnog i Azovskog mora i Kaspijskog jezera. Na sjeveru mu se granica pruža Kumo-maničkom udolinom, a na jugu se podudara s državnom granicom bivšeg SSSR prema Turskoj i Iranu (rijeke Ahurjan i Araks). Obuhvaća oko 440 000 km2. Sjeverno od Velikog Kavkaza i rijeke Psou nalazi se Sjeverni Kavkaz s Predkavkazjem, a južno od njega Zakavkazje. Kavkaz je etnički vrlo šarolik; naseljuju ga Rusi, Azerbajdžanci, Gruzijci, Armenci, Oseti i druge manje skupine. Zbog klimatskih razlika poljoprivredna proizvodnja je raznolika; žitarice uspijevaju u Predkavkazju, pamuk i industrijske biljke u dolini Kure, a mediteransko voće i povrće (umjetno natapanje) u Kolhidskoj nizini. Na planinskim pašnjacima razvijeno je ovčarstvo. Duž tokova rijeka izgrađene su brojne hidroelektrane. Gradovi Baku i Groznij su središta proizvodnje i prerade nafte. Industrija je razvijena u gradovima Tbilisi, Erevan, Gandža, Batumi, Novorossijsk. Uz obalu Crnog mora i u Predkavkazju nalaze se brojna odmarališta i kupališta.
Kavkaz ili Kavkazija prostire se u Euroaziji, a omeđen je Anatolijom (Turska) i Iranom na jugu, Crnim morem na zapadu, Kaspijskim jezerom na istoku i europskim dijelom Rusije na sjeveru. Kavkazija obuhvaća planinu Kavkaz i okolne nizine.
Planina Kavkaz obično se smatra granicom između Europe i Azije, dok se teritoriji u Kavkaziji smatraju dijelovima jednog ili drugog kontinenta. Perzijsko ime za ovu regiju je Qafqâz, što upućuje na veze s Azijom. Sjeverni dio Kavkaza naziva se Ciskavkaz, a južni dio Transkavkaz. Najviši vrh na Kavkazu je Elbrus (5,642 m), koji se nalazi u zapadnom Ciskavkazu u Rusiji, a općenito se smatra najvišim vrhom Europe.
Kavkaz je jedan od lingvistički i kulturno najrazličitijih regija na Zemlji. Nacionalne države koje danas obuhvaćaju Kavkaz su sjeveroistočna Turska, postsovjetske države (Gruzija, Armenija, Azerbajdžan) i razni dijelovi Rusije. Ruski dijelovi uključuju Krasnodarski kraj, Stavropoljski kraj, te autonomne republike Adigeju, Kalmikiju, Karačajevo-Čerkeziju, Kabardino-Balkariju, Sjevernu Osetiju, Ingušetiju, Čečeniju i Dagestan. Četiri teritorija u regiji koji su proglasili nezavisnost, ali nisu priznati od međunarodne zajednice kao nacionalne države: Abhazija, Nagorno Karabah, Adžarija i Južna Osetija.
Ararat, na kojem je prema Bibliji pristala Noina arka, smatra se granicom antičkog armenijskog kraljevstva. Snijeg sezonski prekriva vrh Ararata. U grčkoj mitologiji Kavkaz (Caucasus ili Kaukasos) je bio jedan od stupova koji su podupirali svijet. Zeus je ondje prikovao Prometeja. Rimski pjesnik Ovidije je smjestio Kavkaz u Skitiju, te ga je oslikao kao hladnu i stjenovitu planinu koja je bila prebivalište personificirane gladi.

## Poveznice
- kartvelski jezici
- sjeveroistočni kavkaski jezici
- sjeverozapadni kavkaski jezici
- Cjevovod Baku-Tbilisi-Ceyhan
- Ciskavkaz
- Transkavkaz
- Transkontinentalne zemlje
- Kavkaski krug kredom, drama Bertolta Brechta

## Vanjske poveznice
- BBC News: North Caucasus at a glance, 8. rujna 2005.
- United Nations Environment Programme map: Landcover of the Caucasus  Arhivirana inačica izvorne stranice od 24. rujna 2005. (Wayback Machine)
- United Nations Environment Programme map: Population density of the Caucasus  Arhivirana inačica izvorne stranice od 24. rujna 2005. (Wayback Machine)
- Neke osnovne činjenice o kavkaskim sagovima  Arhivirana inačica izvorne stranice od 23. ožujka 2006. (Wayback Machine)

Sestrinski projekti
|  | Zajednički poslužitelj ima stranicu o temi Kavkaz (regija)    |
|  | Zajednički poslužitelj ima još gradiva o temi Kavkaz (regija) |